# Велике Содомово (Воскресенський район)
Велике Содомово (рос. Большое Содомово) — присілок в Воскресенському районі Нижньогородської області Російської Федерації.
Населення становить 59 осіб. Входить до складу муніципального утворення Глуховська сільрада.

## Історія
Від 2009 року входить до складу муніципального утворення Глуховська сільрада.

## Населення
| 1999 | 2002 | 2010 |
| ---- | ---- | ---- |
| 104  | ↘79  | ↘59  |